# 岳阳东站
岳阳东站，又称新岳阳站，位于中国湖南省岳阳市岳阳楼区巴陵路的最东端，距107国道2.4公里，为京广高速铁路的客运站，于2009年建成启用。计划中的常岳九铁路也会经过此站。

## 車站設施
岳阳东站设有基本站台1座、岛式候车站台2座，正线2条、到发线5条。

## 邻近车站
| 上一站           |  | 中国铁路                            |  | 下一站           |
| ---------------- |  | ----------------------------------- |  | ---------------- |
| 赤壁北北京西方向 |  | 京广高速铁路 ← 82km 岳阳东站 70km → |  | 汨罗东广州南方向 |